# José Félix Estigarribia
José Félix Estigarribia Insaurralde (Caraguatay, 21 febbraio 1888 – Altos, 7 settembre 1940) è stato un generale e politico paraguaiano.
Fu uno degli ufficiali dell'esercito paraguaiano che condussero il Paese alla vittoria contro la Bolivia nella guerra del Chaco (1932-1935). Fu un eccellente stratega militare e venne considerato un eroe di guerra.
Fu in seguito presidente costituzionale del Paraguay dal 15 agosto 1939 fino al 19 febbraio 1940 e successivamente presidente di fatto del Paraguay, sospendendo la Costituzione, dichiarando che il paese era sull'orlo dell'anarchia e promettendo che la democrazia sarebbe stata ripristinata il più rapidamente possibile.
Il 7 settembre 1940 morì in un incidente aereo con la moglie e il pilota dell'aereo.
Per le sue imprese durante la guerra del Chaco fu promosso dopo la sua morte al grado di maresciallo.

## Biografia
Diplomato in agronomia, Estigarribia si arruolò nell'esercito paraguayano e raggiunse il grado di generale. Entrato nello Stato Maggiore generale, assunse il comando della 1ª Divisione di fanteria e poi del I Corpo d'armata, apprestando le difese nel Chaco per una possibile guerra con la Bolivia. Allo scoppio della guerra del Chaco (1932-1935) assunse il comando dell'esercito, che guidò vittoriosamente, giungendo a ottenere il grado di generale d'armata (istituito appositamente per lui) e comandante in capo delle forze armate.
Destituito ed esiliato a Montevideo dopo il golpe febrerista guidato dal colonnello Rafael Franco (1936), tornò come ministro plenipotenziario negli Stati Uniti dopo la caduta di Franco (1937). Eletto presidente della Repubblica per il Partido Liberal (1939), nell'agosto 1940 promulgò una nuova Costituzione che fissava la durata del mandato presidenziale a cinque anni e sostituiva il Senato con un Consiglio di Stato formato dai membri del governo, da alti dignitari del mondo ecclesiastico, finanziario e universitario e da rappresentanti (nominati dal presidente della Repubblica) delle categorie economiche e professionali. Stipulò trattati commerciali con Argentina, Bolivia e Uruguay ed ottenne un grosso prestito dagli Stati Uniti.
Morì assieme alla moglie Julia Miranda Cueto in un incidente aereo il 7 settembre 1940 e fu promosso post mortem al grado di maresciallo. I suoi resti riposano nel Panteón Nacional de los Heróes di Asunción.